# Beyond the Black
Beyond the Black – niemiecki zespół muzyczny wykonujący metal symfoniczny/power metal. 

## Historia
Formacja została założona w 2014 roku w Monachium w składzie: Erwin Schmidt (gitara basowa), Tobias Derer (perkusja), Nils Lesser (gitara), Christopher "Christo" Hummels (gitara), Michael Hauser (instrumenty klawiszowe) oraz Jennifer Haben (śpiew).
Zespół po raz pierwszy na żywo pokazał się na festiwalu Wacken Open Air w 2014 roku. Supportowali także trasę koncertową zespołów Saxon i Hell.
Debiutancki album grupy zatytułowany Songs of Love and Death ukazał się 13 lutego 2015 nakładem wytwórni muzycznej Airforce1 Records. Nagrania były promowane teledyskiem do utworu "In the Shadows". Wydawnictwo dotarło do 12. miejsca niemieckiej listy przebojów - Media Control Charts.
13 maja 2015 zespół wyruszył na swoją pierwszą trase koncertową po Niemczech, zahaczając 23 maja 2015 o festiwal Wave-Gotik-Treffen.
Drugi album studyjny zespołu, zatytułowany Lost In Forever, pojawił się 12 lutego 2016 i zawiera 13 nowych utworów.
15 lipca 2016 ogłoszono, że Jennifer Haben i reszta zespołu rozstają się. Niemiecka wokalistka postanowiła jednak nadal śpiewać dla zespołu pod niezmienioną nazwą, ale za to z zupełnie nowym składem.
31 sierpnia 2018 zadebiutował trzeci studyjny album zespołu, o nazwie Heart of The Hurricane, nagrany wraz z nowym zespołem. Na nowym krążku znajduje się 15 utworów. Od października do grudnia 2018 zespół odbył trasę koncertową po wielu europejskich krajach, w tym odwiedził Polskę, jako support przed występem Within Temptation w ich trasie promującej nowy album. Pomiędzy październikiem i listopadem 2019 planowana jest europejska trasa koncertowa Beyond The Black, jednak tym razem na liście odwiedzanych krajów Polska się nie znalazła.

## Dyskografia
| Songs of Love and Death     | - Data: 13 lutego 2015 - Wydawca: Airforce1 Records | 12 | 21 | 51 |
| Lost in Forever             | - Data: 12 lutego 2016 - Wydawca: Airforce1 Records | 4  | 21 | 28 |
| Heart Of The Hurricane      | - Data: 31 sierpnia 2018 - Wydawca: Napalm Records  | 5  | 28 | 14 |
| Hørizøns                    | - Data: 19 Czerwca 2020 - Wydawca: Napalm Records   | 3  | 16 | 6  |
| Beyond the Black            | - Data: 13 Stycznia 2023 - Wydawca: Nuclear Blast   | —  | —  | —  |
| "—" album nie był notowany. |                                                     |    |    |    |

## Teledyski
| Tytuł                    | Rok  | Album                   | Źródło |
| ------------------------ | ---- | ----------------------- | ------ |
| "In the Shadows"         | 2015 | Songs of Love and Death | [ 14 ] |
| "Lost in Forever"        | 2016 | Lost in Forever         | [ 15 ] |
| "Night Will Fade"        | 2017 | Lost in Forever         | [ 16 ] |
| "Forget My Name"         | 2017 | Lost in Forever         | [ 17 ] |
| "Heart of The Hurricane" | 2018 | Heart of The Hurricane  | [ 18 ] |
| "Milion Lightyears"      | 2018 | Heart of The Hurricane  | [ 19 ] |
| "Breeze"                 | 2018 | Heart of The Hurricane  | [ 20 ] |
| "Through The Mirror"     | 2018 | Heart of The Hurricane  | [ 21 ] |

## Nagrody i wyróżnienia
| Rok  | Kategoria  | Tytułem                 | Nagroda             | Nota | Źródło |
| ---- | ---------- | ----------------------- | ------------------- | ---- | ------ |
| 2015 | Best Debut | Songs of Love and Death | Metal Hammer Awards | Laur | [ 22 ] |

## Skład

Obecni członkowie
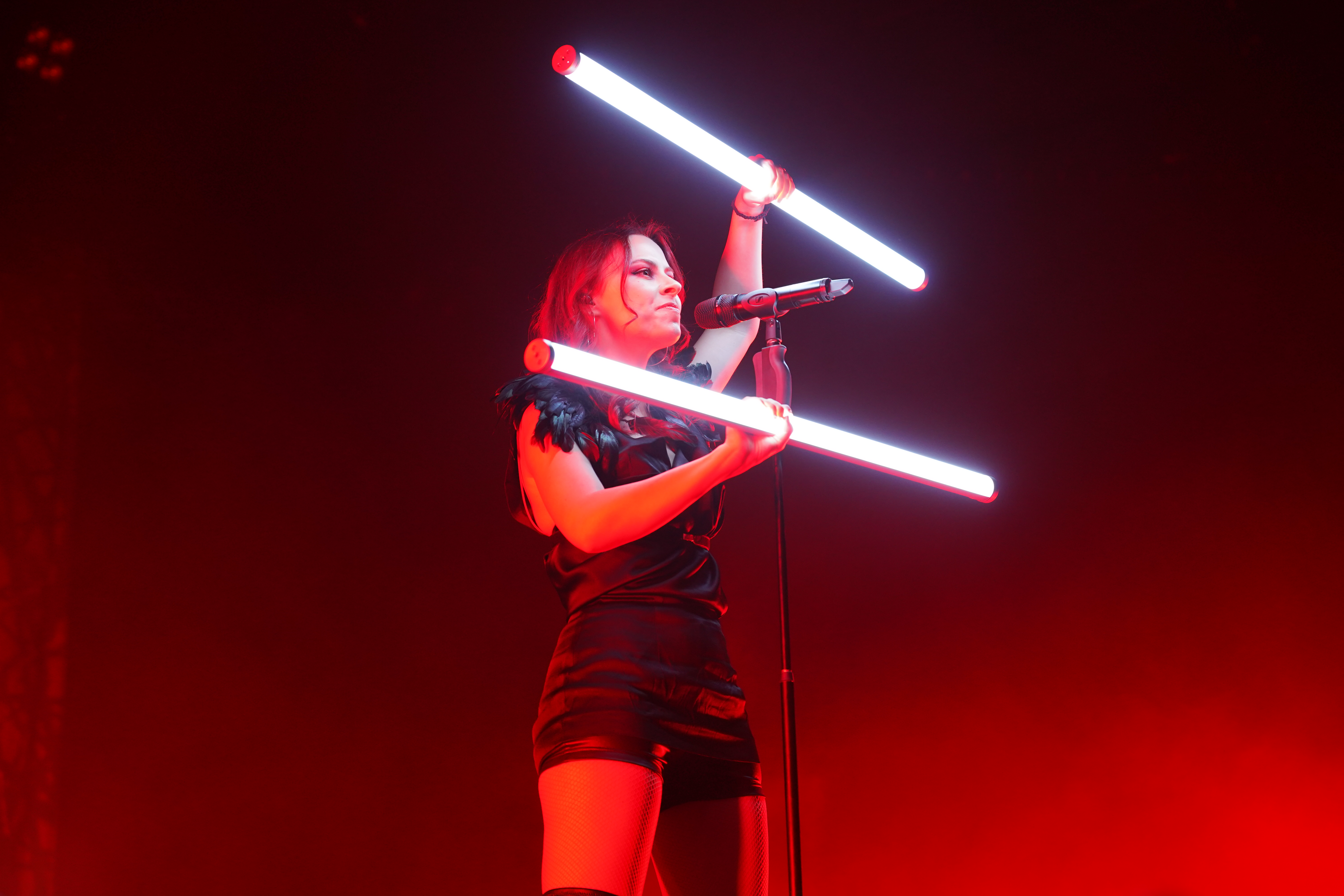
Jennifer Haben – śpiew (od 2014)
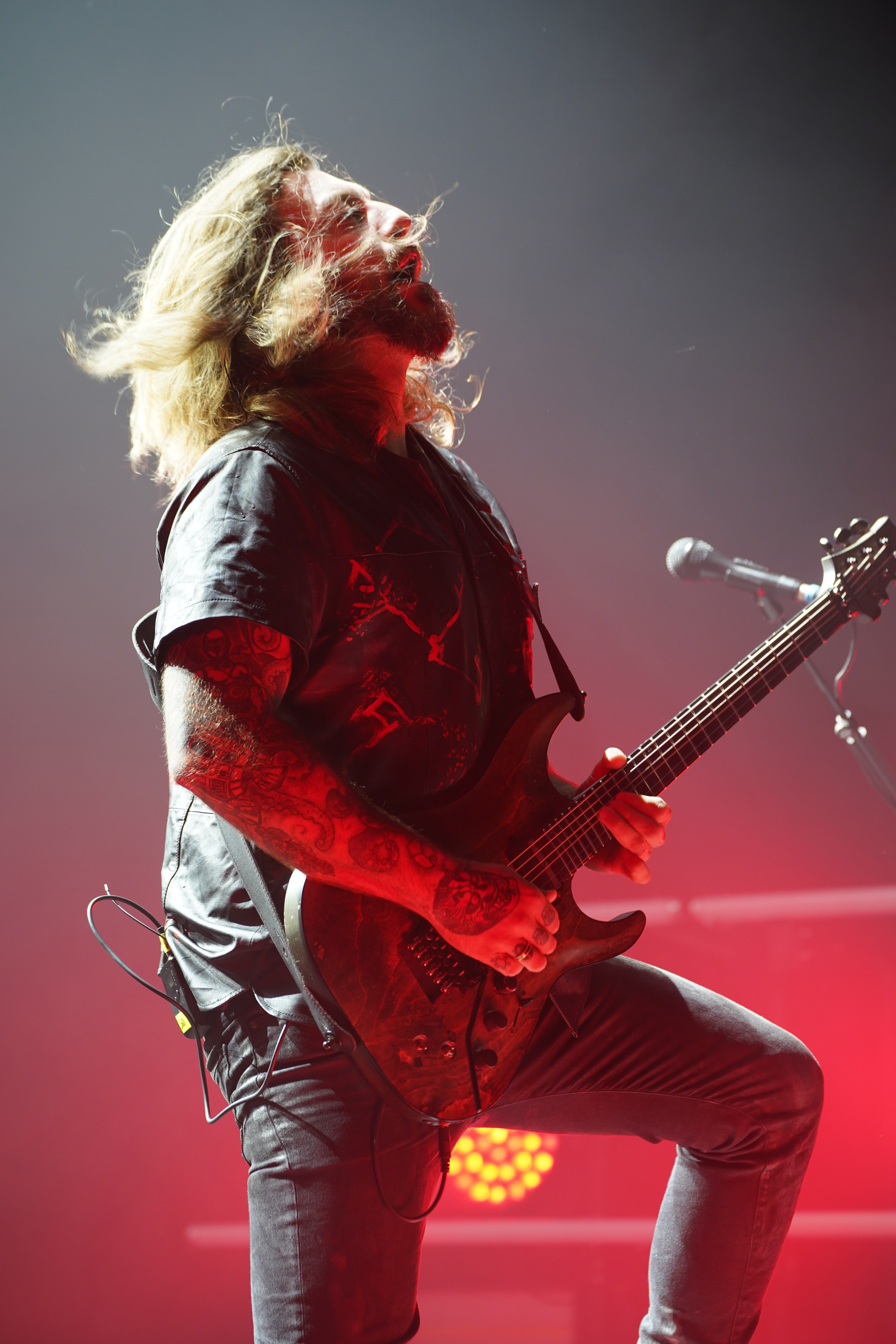
Chris Hermsdörfer – gitara, wokal wspierający (od 2016)
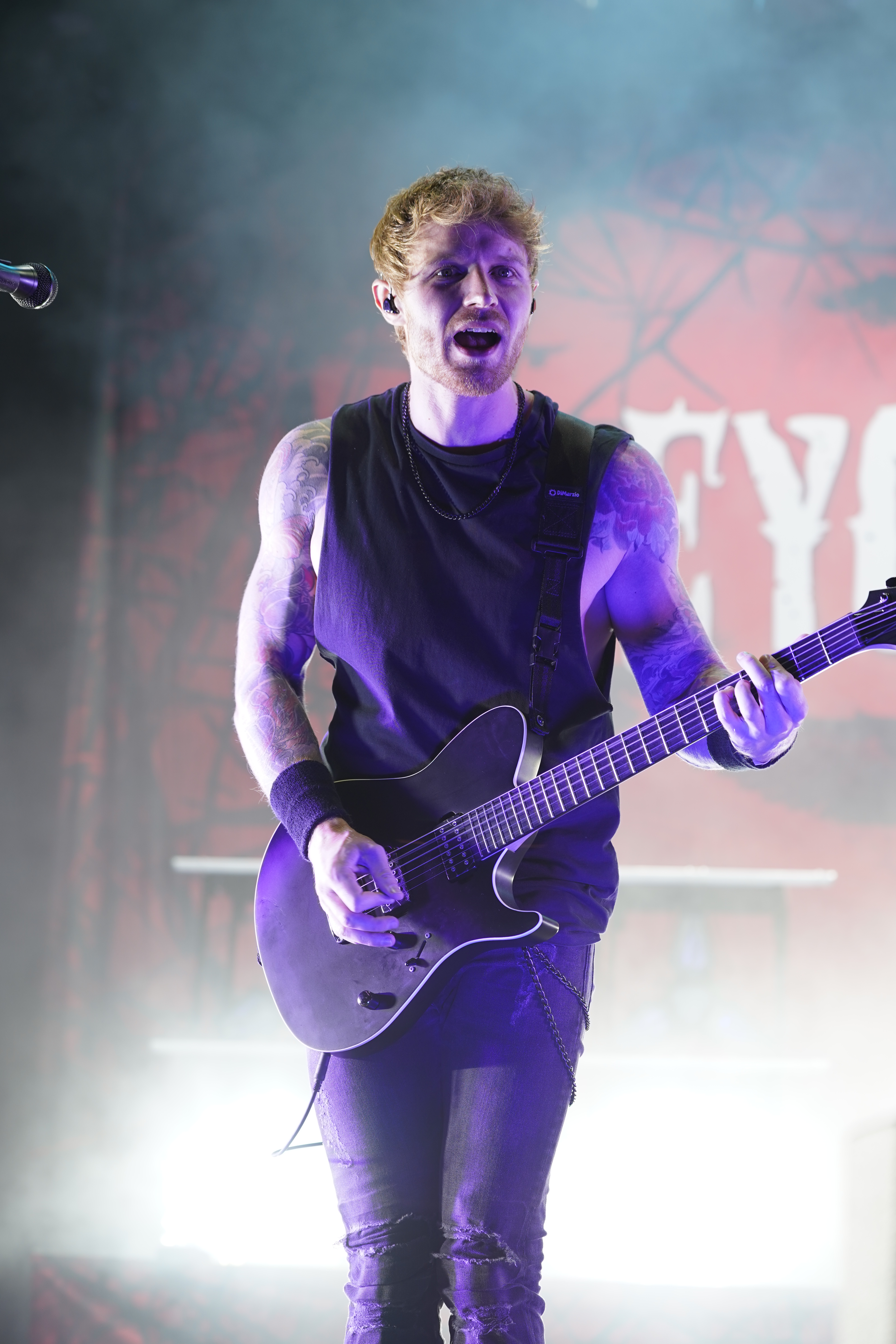
Tobi Lodes – gitara, wokal wspierający (od 2016)
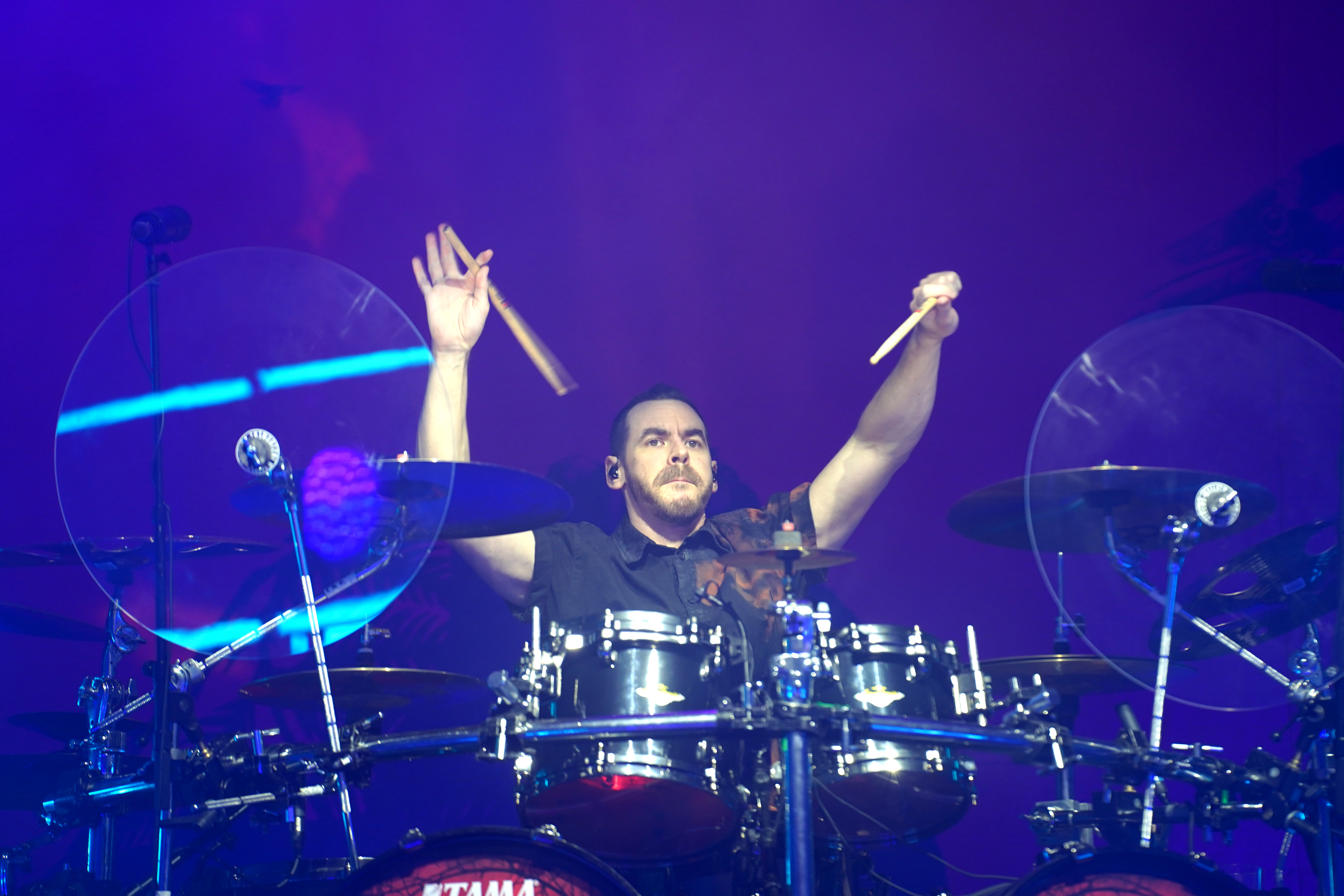
Kai Tschierschky – perkusja (od 2016)

### Byli członkowie
- Nils Lesser – gitara (2014-2016)
- Christopher Hummels – gitara, wokal wspierający (2014-2016)
- Tobias Derer – perkusja (2014-2016)
- Erwin Schmidt – gitara basowa (2014-2016)
- Michael Hauser – klawiatura (2014-2016)
- Jonas Roßner - wokal wspierający, klawiatura (2016–2018)
- Stefan Herkenhoff - gitara basowa, wokal wspierający (2016-2021)

Zmiany w składzie